# Masako Hozumi
Masako Hozumi (jap. 穂積 雅子 Hozumi Masako; ur. 11 września 1986 w Fukushimie, w prefekturze Fukushima) – japońska panczenistka, srebrna medalistka olimpijska i brązowa medalistka mistrzostw świata.

## Kariera
Pierwszy sukces w karierze Masako Hozumi osiągnęła w 2006 roku, kiedy zdobyła brązowy medal w biegu drużynowym podczas mistrzostw świata juniorów w Erfurcie. Na rozgrywanych trzy lata później dystansowych mistrzostwach świata w Richmond wspólnie z Maki Tabatą i Hiromi Otsu w tej samej konkurencji zdobyła brązowy medal. Na tych samych mistrzostwach była szósta w biegach na 3000 i 5000 m. W 2009 roku była też czwarta na wielobojowych mistrzostwach świata w Hamar, przegrywając walkę o medal z Ireen Wüst z Holandii. W 2010 roku wzięła udział w igrzysk olimpijskich w Vancouver, gdzie wspólnie z Nao Kodairą i Maki Tabatą zdobyła srebrny medal w biegu drużynowym. W startach indywidualnych była szósta w biegu na 3000 m i siódma na dystansie 5000 m. Wzięła też udział w igrzyskach w Soczi w 2014 roku, zajmując trzynaste miejsce w biegu na 5000 m i 21. miejsce na 3000 m. Kilkakrotnie stawała na podium zawodów Pucharu Świata, ale nigdy nie zwyciężyła. Najlepsze rezultaty osiągała w sezonie 2009/2010, kiedy była piąta w klasyfikacji końcowej 3000/5000 m.